# アルファロメオ・グロリア
アルファロメオ・グロリア (Alfa Romeo Gloria) は2013年に発表されたコンセプトカーである。

## 概要
グロリアは2013年のジュネーブモーターショーで発表された。アルファロメオとヨーロッパ・デザイン学院が共同で開発したモデルとなる。
アルファロメオの未来のサルーンを提案したモデルで、主に米国とアジアの顧客を対象にしてデザインされた。エンジンはV6またはV8のツインターボが搭載される。

## 参照
1. ↑  https://response.jp/article/2013/03/07/192995.html
2. ↑  https://response.jp/article/2013/02/18/191546.html
3. ↑  https://response.jp/article/2013/02/21/191810.html

Template:Alfa Romeo